# Партизански отряд „Народен юмрук“
Партизански отряд „Народен юмрук“ е подразделение на Шеста Ямболска въстаническа оперативна зона на НОВА по време на комунистическото партизанско движение в България (1941 – 1944). Действа в района на Поморие.
Първите партизани излизат в нелегалност през 1943 г. Формират Поморийската партизанска група. След разрастване на 4 април 1944 г. край село Обзор, Поморийско прераства в отряд „Народен юмрук“. Командир е Николай Лъсков, политкомисар Михаил Дойчев.
В началото на май 1944 година отрядът е в състав 63 души – 53 мъже и 10 жени. На 6 май 1944 г. безкръвно обезоръжава три морски поста в Несебърския залив – „Бунарджика“, „Свети Влас“ и „Козлука“. В началото на юни напада едновременно лесничейството в местността „Балабандере“, пехотния пост „Камчия“, железопътната линия Карнобат-Шумен и с. Емирово.
На 19 юни 1944 г. по време на лятната правителствена офанзива при бой с правителствени части южно от с. Голица отрядът е разбит. Трима партизани са убити, 12 са заловени.
Основната група от оцелелите партизани се присъединяват към партизански отряд „Васил Левски“ (Варна), действащ по долното течение на р. Камчия.